# آکیهیرو یاماگوچی
آکیهیرو یاماگوچی (به انگلیسی: Akihiro Yamaguchi) (زادهٔ ۱۱ سپتامبر ۱۹۹۴) شناگر اهل ژاپن است.